# 東京発声映画製作所
東京發聲映畫製作所（とうきょうはっせいえいがせいさくしょ、1935年3月 設立 - 1941年12月 合併）は、かつて東京に存在した映画会社である。日活資本のもとに、重宗務、八田尚之、豊田四郎、あるいは八木保太郎らがトーキーを手がけ、豊田が監督した『若い人』や『小島の春』が代表作として知られる。のちに東宝資本に換わり、現在の東宝を形成する流れに合流した。

## 略歴・概要
なかなかトーキーを撮らせてくれない松竹蒲田撮影所を退社、日活多摩川撮影所に移り、1935年（昭和10年）2月、サイレント映画だったが『三つの真珠』を監督した重宗務を所長、同じ多摩川撮影所にいた脚本家の八田尚之を企画脚本部長に据え、同年3月、日活資本が設立したトーキーに特化した映画製作会社がこの「東京発声映画製作所」である。
設立第1作は、重宗監督・八田脚本による『乾杯!学生諸君』で、同作は、日活の封切館である四谷区新宿の「帝都座」ほかで同年8月25日に公開された。同作のカメラマンには「富士発声」ですでにトーキーの撮影を経験済みの持田米彦、キャストには松竹蒲田から藤井貢、大日方伝、松竹蒲田から日活多摩川へ移った逢初夢子、日活から新興キネマ東京撮影所に移った市川春代、松竹蒲田出身でマキノ・プロダクション御室撮影所を経て日活太秦撮影所にいた秋田伸一らが、同社の設立に参加した。
同年は2本の重宗監督作を製作し、翌1936年（昭和11年）には、重宗とおなじ動機で松竹蒲田を退社した豊田四郎が入社、豊田のオリジナル脚本による入社第1作『東京-大阪特ダネ往来』を監督、同作は、同年4月29日に日活の封切館である浅草公園六区の「富士館」ほかで公開された。同年9月23日公開の重宗監督による『剣辰旅ごよみ』が、同社と日活の最後の配給提携作となり、翌年5月までの半年間、同社は作品の製作をストップする。
1937年（昭和12年）3月、東京市世田谷区世田谷4丁目（現在の同区桜3丁目、のちの新東宝第二撮影所、現在のオークラランド）に自社のトーキースタジオを完成、同年5月11日公開の豊田監督の『港は浮気風』から「東宝映画配給」が配給することとなる。豊田監督の傑作として名高い『若い人』は同年製作された。同年9月10日、「東宝映画配給」は4社合併で「東宝映画」となるが、同社の配給体制はつづいた。
1938年（昭和13年）、重宗が「重宗和伸」と改名し、プロデューサーに回り、豊田四郎と阿部豊の作品を製作した。また同年いっぱいをもって八田が同社を離れ、「東宝映画東京撮影所」（旧ピー・シー・エル映画製作所、現在の東宝スタジオ）に移籍する。またこれに合わせて大日方も同時に移籍した。この後八田に代って製作部長に就任したのが、おなじく脚本家の八木保太郎で、日活多摩川から移籍した。このころの体制は、所長・重宗和伸、所長秘書兼宣伝部長・池田一夫、経理部長・村田精孝、契約監督・阿部豊および豊田四郎、契約脚本家・八田尚之および八木保太郎、企画嘱託・高見順という陣容であった。
1939年（昭和14年）は文部省の企画で『松下村塾』を製作するに留まったが、1940年（昭和15年）から巻き返しが始まる。豊田監督の傑作として知られる『小島の春』など、八木脚本作品が連打された。翌1941年（昭和16年）11月7日、豊田監督・八木脚本の『わが愛の記』をもって、同社は製作を終え、東宝映画と合併した。同社のスタジオは、「東宝映画第三撮影所」となった。

## フィルモグラフィ

### 1935年
- 『乾杯!学生諸君』 : 監督重宗務、原作中野実、脚本八田尚之、撮影持田米彦、主演藤井貢、大日方伝、逢初夢子、市川春代、三井秀夫、山口勇、秋田伸一
- 『大学を出た若旦那』 : 監督重宗務、原作・脚本八田尚之、撮影持田米彦、主演藤井貢、市川春代、逢初夢子、山口勇、秋田伸一

### 1936年
- 『街の笑くぼ』 : 監督重宗務、脚本八田尚之、撮影持田米彦、主演大日方伝、三井秀男、市川春代、逢初夢子
- 『燃えろ!魂』 : 監督重宗務、脚本八田尚之、撮影持田米彦、主演藤井貢、市川春代、大日方伝、逢初夢子、秋田伸一、三井秀男、山口勇、諸口十九
- 『東京-大阪特ダネ往来』 : 監督・原作・脚本豊田四郎、撮影小倉里弥、主演藤井貢、市川春代
- 『一本刀土俵入』 : 監督重宗務、原作長谷川伸、脚本豊田四郎、撮影持田米彦、主演藤井貢、山本礼三郎、逢初夢子、山口勇
- 『大番頭小番頭』 : 監督豊田四郎、原作佐々木邦、脚本福富金蔵、撮影小倉里弥、主演藤井貢、山口勇、市川春代
- 『剣辰旅ごよみ』 : 監督重宗務、原作西川清士、脚本八田尚之、撮影持田米彦、主演藤井貢、秋田伸一、市川春代

### 1937年
- 『港は浮気風』 : 監督豊田四郎、原作・脚本八田尚之、撮影小倉金弥、主演藤井貢、西条ユリ子、中野かほる、山口勇
- 『オヤケアカハチ』 : 監督重宗務・豊田四郎、原作伊波南哲、脚本八田尚之、音楽大村能章、撮影小倉金弥、主演藤井貢、三井秀男、市川春代、山口勇
- 『若旦那三国一』 : 監督重宗務、原作・脚本八田尚之、撮影吉田勝亮、主演藤井貢、逢初夢子、山口勇、中野英治
- 『波止場やくざ』 : 監督重宗務、原作北林透馬、脚本村田武雄、撮影田中武治、主演三井秀男、逢初夢子、中野英治、伊達里子
- 『若い人』 : 監督豊田四郎、原作石坂洋次郎、脚本八田尚之、音楽久保田公平、聖楽津川主一、撮影小倉金弥、主演大日方伝、市川春代、英百合子、夏川静江、山口勇
- 『十字砲火』 : 監督重宗務・豊田四郎・阿部豊、原作八田尚之、脚本外山凡平、撮影小倉金弥・小原譲治、主演大日方伝、藤井貢、逢初夢子、市川春代、三井秀男、中野英治

### 1938年
- 『泣蟲小僧』 : 製作重宗和伸、監督豊田四郎、原作林芙美子、脚本八田尚之、撮影小倉金弥、主演林文雄、若葉喜代子、栗島すみ子、逢初夢子、市川春代、藤井貢、山口勇
- 『太陽の子』 : 製作重宗和伸、監督阿部豊、原作真船豊、脚本八木保太郎、撮影小原譲治、音楽津川主一、主演大日方伝、逢初夢子、三井秀男、山口勇
- 『冬の宿』 : 製作重宗和伸、監督豊田四郎、原作阿部知二、脚本八田尚之、撮影小倉金弥、音楽中川栄三・津川主一、主演勝見庸太郎、水町庸子、原節子、北沢彪、林文夫
- 『鶯』 : 製作・企画重宗和伸、監督豊田四郎、原作伊藤永之介、脚本八田尚之、撮影小倉金弥、音楽中川栄三、主演勝見庸太郎、御橋公、伊達信、汐見洋、霧立のぼる、清川虹子、堤真佐子、杉村春子、水町庸子

### 1939年
- 『松下村塾』 : 監督重宗和伸、原作・脚本伊藤松雄、撮影小原譲治、音楽中川栄三、主演高田稔、汐見洋、御橋公、鳥羽陽之助、高堂黒天、林文夫、小川国松、花井蘭子、水町庸子　※文部省提携

### 1940年
- 『奥村五百子』 : 製作重宗和伸、監督豊田四郎、脚本八木保太郎、撮影小倉金弥、音楽中川栄三、主演杉村春子、滝沢修、千葉早智子、英百合子、汐見洋、赤木蘭子、藤田進　※新日本映画研究所提携
- 『小島の春』 : 製作・企画重宗和伸、監督豊田四郎、原作小川正子、脚本八木保太郎、撮影小倉金弥、音楽中川栄三、主演夏川静江、菅井一郎、杉村春子、勝見庸太郎、英百合子、中村メイ子、小島洋々
- 『大日向村』 : 製作重宗和伸、監督豊田四郎、原作和田伝、脚本八木隆一郎、撮影小原譲治、主演河原崎長十郎、中村翫右衛門、杉村春子、中村メイ子

### 1941年
- 『大地に祈る』 : 製作重宗和伸、監督村田武雄、原作宮川まさ子、脚本大津伸三、構成八木保太郎、撮影吉田勝亮、音楽中川栄三、主演本間数子、里見藍子、千葉早智子、北沢彪
- 『女学生記』 : 製作重宗和伸、監督村田武雄、原作細川武子、脚本鈴木紀子、撮影吉田勝亮、音楽津川主一、主演谷間小百合、矢口陽子、戸川弓子、高峰秀子、山田五十鈴、御橋公
- 『わが愛の記』 : 企画軍事保護院・東京発声映画、製作重宗和伸、監督豊田四郎、原作山口さとの、脚本八木保太郎、撮影小倉金弥、音楽深井史郎、主演遠藤慎吾、山岸美代子、矢口陽子、横山運平、杉村春子